# Aasen tipo A2
La Granata con manico e paracadute tipo Aasen A2 fu una granata inventata da Nils Waltersen Aasen e prodotta dalla "Società Anonima Defenseur" (SAD) di Copenaghen. Venne impiegata dal Regio Esercito durante la guerra italo-turca e la prima guerra mondiale insieme agli altri modelli dello stesso progettista Aasen tipo C e Aasen da fucile.

## Storia
Mentre la Francia estende, nel 1905, l'addestramento all'uso della bomba a mano a tutta la fanteria, il Regio Esercito, agli inizi del Novecento, è ancora impegnato nella definizione del concetto e nella sperimentazione di numerosi modelli, senza seguito operativo. Nel 1911, alla vigilia della guerra italo-turca, mentre nelle armerie ancora trovano posto le granate di tipo risorgimentale, l'esercito decide l'acquisizione delle bombe danesi Aasen, sia nelle due versioni bomba a mano A2 e C, sia nella versione da fucile. Ampiamente distribuite alle truppe in Libia, le Aasen furono impiegate anche dagli aeroplani nei primi bombardamenti aerei della storia. Nel 1915, all'entrata dell'Italia nella Grande Guerra, le Aasen ancora presenti nei magazzini furono distribuite ad esaurimento alle Armate.

## Tecnica
La Aesen A2 è una bomba a mano ad alto esplosivo difensiva. Il corpo della bomba è formato da due cilindri concentrici in lamiera d'acciaio, uno interno contenente la carica esplosiva ed il detonatore ed uno esterno contenente 240 schegge metalliche da 3 grammi, incollate con la colofonia. La carica è costituita da 260 grammi di echo o da 380 grammi di tritolo. Il detonatore è inserito nel corpo da un tappo a vite presente sulla testa della bomba, mentre il percussore inerziale scorre nel manico in legno inserito sul fondo del corpo. Il manico è munito di gancio di trasporto alla cintura e circondato da un paracadute governale in tela. Per il lancio, si svolge la fettuccia che tiene chiuso il governale e si lega al polso il cordino che fuoriesce dal manico; al momento del lancio, il paracadute si apre ed il cordino, lungo una decina di metri, si svolge ed infine sfila la spina di sicura posta nel manico, liberando così il percussore inerziale; questo, al momento dell'impatto della bomba con il suolo, per inerzia colpisce ed attiva il detonatore.
La granata poteva essere utilizzata come mina sostituendo il detonatore a percussione con uno elettrico ed usando il manico per piantarla nel terreno.